# Каленики (Донецкая область)
Каленики (укр. Каленики) — село в Лиманской городской общине Краматорского района Донецкой области Украины.

## Общие сведения
Население по переписи 2001 года составляло 65 человек. Почтовый индекс — 84464. Телефонный код — 6261.